# Provincia di San Luis

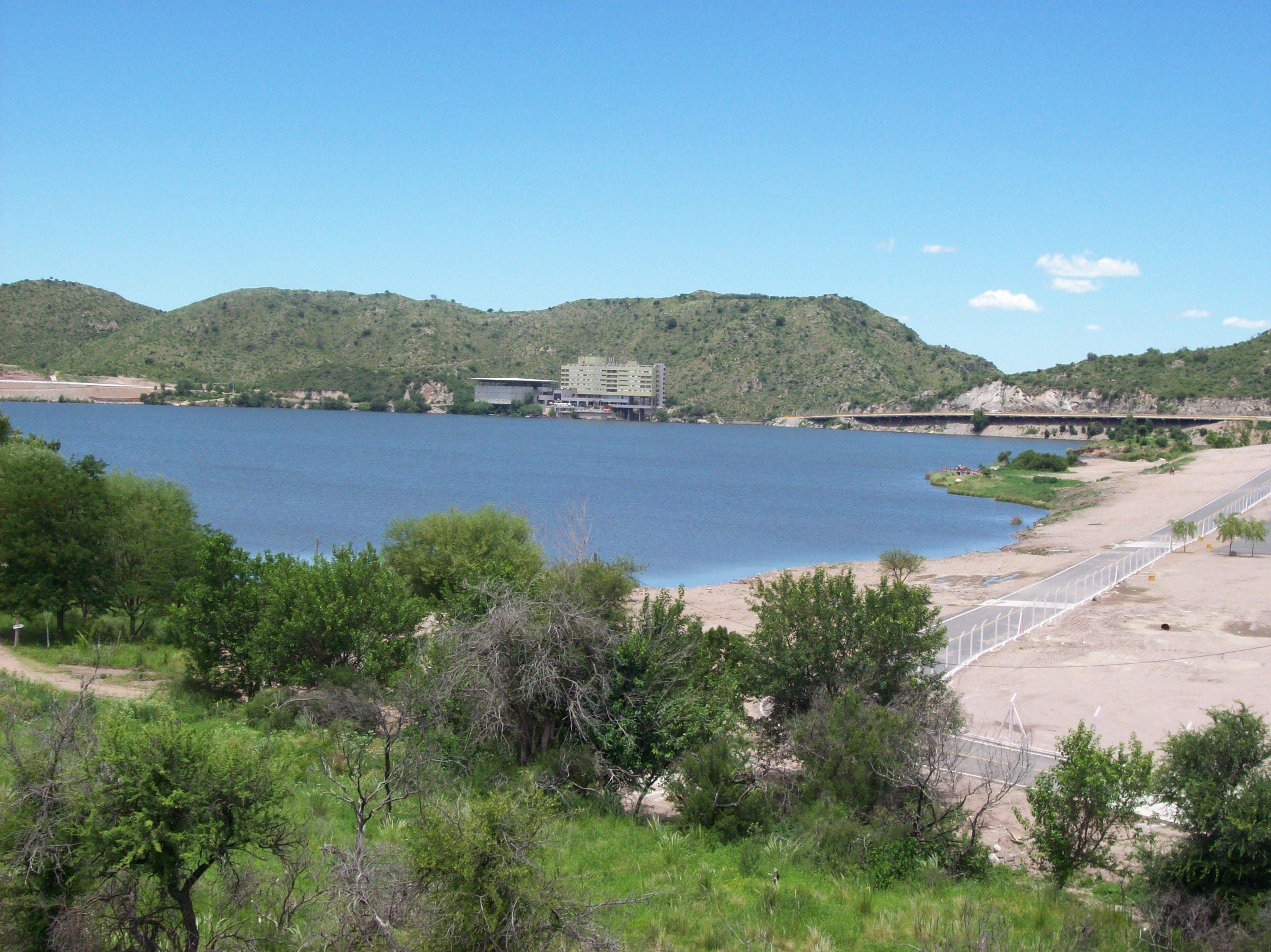
Lago Potrero de los Funes.

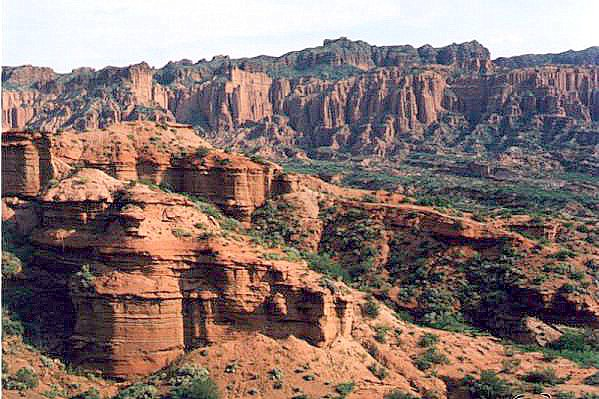
Il parco nazionale Sierra de las Quijadas.

La provincia di San Luis è una provincia dell'Argentina centrale.

## Geografia fisica
Confina a nord con le province di San Juan e La Rioja, a nord-est e a est con la provincia di Córdoba, a sud con La Pampa e a ovest con Mendoza.
Questa provincia ha tre regioni distinte: 
- il Nord con le montagne di media altitudine (circa 3000 m s.l.m.)
- le pianure meridionali (Pampa) ricoperte di steppe e praterie e anche un'importante foresta temperata di caldenes
- la  Nord-ovest, zona sommersa in cui si sottolineano le Lacune di Guanacache.

La zona nordorientale di questa provincia argentina è limitrofa con la Provincia di Córdoba, altra provincia argentina la quale gode anche di un eccellente clima per la vita umana, che ricorda il clima mediterraneo, accompagnato da bei paesaggi; possiede tale clima, per esempio, la Valle di Conlara col suo eccellente microclima dei dintorni della città di Merlo. 
La capitale è San Luis, posta nella parte centro-occidentale della provincia, a 762 m s.l.m. e con una popolazione di circa 150 000 abitanti.

## Amministrazione

### Dipartimenti
La provincia è divisa in 9 dipartimenti:
1. Ayacucho (San Francisco del Monte de Oro)
2. Belgrano (Villa General Roca)
3. Chacabuco (Concarán)
4. Coronel Pringles (La Toma)
5. General Pedernera (Villa Mercedes)
6. Gobernador Dupuy (Buena Esperanza)
7. Junín (Santa Rosa de Conlara)
8. La Capital (San Luis)
9. Libertador General San Martín (San Martín)

### Comuni
Ogni dipartimento è suddiviso in comuni (municipios in spagnolo) e commissioni municipali (comisiones municipales), i cui confini includono però solo i centri urbani abitati: ciò comporta l'esistenza di ampi territori fuori da ogni giurisdizione municipale (quello che in Argentina è chiamato sistema de ejidos no colindantes).